# Тротциг, Биргитта
Биргитта Тротциг, урождённая Астри Биргитта Кьеллен (швед. Astri Birgitta Kjellén, Astri Birgitta Trotzig; 11 сентября 1929, Гётеборг — 14 мая 2011, Лунд) — шведская писательница.

## Биография
Дед — врач-психиатр, родители — сельские учителя. Изучала литературу и искусство в Гётеборгском университете, защитила диплом в 1948. Сотрудничала с крупнейшей национальной газетой Aftonbladet, с литературными журналами. В 1955—1972, вместе с мужем, художником и скульптором Ульфом Тротцигом, жила в Париже. Обратилась в католичество (1955). Глубоко интересовалась фигурами и творчеством Сан-Хуана де ла Крус и Пьера Тейяра де Шардена.
Жила в Уппсале.

## Творчество
Романы, новеллы, стихотворения в прозе Биргитты Тротциг близки к религиозному экзистенциализму. Активно выступала как эссеист, ей принадлежат статьи о современной поэзии, по вопросам этики.

## Издания

### Художественная проза
- Ur de älskandes liv/ Из жизни влюбленных (1951)
- Bilder/ Картины (1954, стихотворения в прозе)
- De utsatta: En legend/ Беззащитные (1957, исторический роман)
- Ett landskap: Dagbok, fragment 54-58 (1959)
- En berättelse från kusten/ Повесть о побережье (1961, исторический роман, посвящён Нелли Закс)
- Utkast och förslag (1962)
- Levande och döda: Tre berättelser/ Живые и мертвые (1964, три новеллы)
- Sveket/ Предательство (1966)
- Ordgränser/ На границе слов (1968)
- Teresa (1969)
- Sjukdomen/ Недуг (1972, исторический роман)
- I kejsarens tid: Sagor/ В эпоху империи (1975)
- Berättelser/ Истории (1977)
- Jaget och världen (1977)
- Anima: Prosadikter/ Душа (1982, стихотворения в прозе)
- Dykungens dotter: En barnhistoria/ Дочь болотного короля (1985, по мотивам Х. К. Андерсена)
- Porträtt: Ur tidshistorien/ Портреты. К истории времени (1993)
- Sammanhang: Materialen/ Контекст. Материалы (1996, стихотворения в прозе)
- Dubbelheten: tre sagor/ Двойственность. Три рассказа (1998)
- Gösta Oswald (2000)

### Эссе
- Utkast och förslag/ Мысли и наброски (1962)
- Jaget och världen/ Я и мир (1977)

## Публикации на русском языке
- Предательство: Роман// Охота на свиней: Шведская современная проза. СПб.: БЛИЦ, 1998
- Двойственность: три саги. СПб: Изд-во журнала «Звезда», 2002
- Кузнец. Рассказ
- Стихотворения в прозе

## Признание
Одна из наиболее известных и авторитетных шведских писателей. Премия газеты Svenska Dagbladet (1957). Премия газеты Aftonbladet (1961). Премия Шведской академии литературы и наук о литературе Doblougska priset (1970). Премия Сельмы Лагерлёф (1984) и многие другие награды. Член Шведской академии (1993).
Книги Тротциг переведены на английский, французский, немецкий, испанский, итальянский, нидерландский, финский, румынский, македонский и др. языки.